# Phyllonorycter crimea
Phyllonorycter crimea is een vlinder uit de familie mineermotten (Gracillariidae). De wetenschappelijke naam is voor het eerst geldig gepubliceerd in 2005 door Baryshnikova & Budashkin.
De soort komt voor in Europa.